# Miss Marples mysterier
Miss Marples mysterier (engelsk originaltitel The Thirteen Problems, i USA publicerad som The Tuesday Club Murders) är en novellsamling av författaren Agatha Christie och innehåller tretton detektivnoveller med miss Marple som problemlösare. Boken kom ut i original 1932, men den svenska översättningen utkom inte förrän 1990; flera av novellerna hade dock tidigare publicerats på svenska i antologier eller tidskrifter. De tretton berättelserna handlar om amatördetektiven miss Marple, hennes brorson Raymond West och hennes vän Sir Henry Clithering. De är de tidigaste historierna Christie skrev om miss Marple. Ramberättelsen utspelar sig i huvudsak i den fiktiva byn St. Mary Mead.

## Introduktion
Liksom i novellsamlingen Par i brott använder sig Christie av ett övergripande narrativ, vilket gör boken mer lik en episodisk roman. Det finns tre uppsättningar berättelser, även om de själva relaterar till varandra. Den första uppsättningen av sex är historier som berättas av Tisdagsklubben, en slumpmässig samling människor hemma hos miss Marple. Varje vecka berättar gruppen historier om mysterier, som alltid löses av den kvinnliga amatördetektiven från bekvämligheten av sin fåtölj. En av gästerna är Sir Henry Clithering, en före detta kommissarie vid Scotland Yard, och detta gör det möjligt för Christie att lösa historien, genom att han vanligtvis påpekar att brottslingarna åkte fast.
Sir Henry Clithering bjuder in miss Marple till en middagsbjudning, där nästa uppsättning av sex historier berättas. Gruppen av gäster använder sig av en liknande gissningslek, och än en gång triumferar miss Marple. Den trettonde berättelsen, Döden i floden, utspelar sig en tid efter middagsbjudningen när miss Marple får reda på att Clithering bor i St. Mary Mead och ber honom att hjälpa till i utredningen kring en lokal flickas död. I början av berättelsen listar miss Marple i hemlighet ut vem mördaren är och hennes lösning visar sig vara korrekt.

## Innehåll

### Tisdagsklubben
En grupp vänner träffas hemma hos miss Marple i St. Mary Mead. Förutom den gamla damen själv finns hennes brorson – författaren Raymond West – konstnären Joyce Lemprière, Sir Henry Clithering (en före detta Scotland Yard-kommissarie), en präst som heter Dr Pender och advokaten Mr Petherick. Samtalet kommer in på olösta mysterier; Raymond, Joyce, Pender och Petherick hävdar alla att deras yrken är idealiska för att lösa brott. Joyce föreslår att de ska bilda en klubb; Varje tisdagskväll måste en medlem i gruppen berätta om ett verkligt mysterium och de andra ska försöka lösa det. Sir Henry går med på att delta och miss Marple erbjuder sig att komplettera gruppen.
Sir Henry berättar den första historien om tre personer som satte sig till bords och åt kvällsmat, varefter de alla insjuknade, förmodligen av matförgiftning, och en dog till följd av detta. De tre personerna var en herr och fru Jones och hustruns sällskapsdam miss Clark, och det var fru Jones som dog. Jones var handelsresande. En piga på ett av hotellen där han bodde såg läskpapper som han hade använt för att skriva ett brev, vars tydbara fraser syftade på hans beroende av sin hustrus pengar, hennes död och "hundratals och tusentals". Hembiträdet läste om dödsfallet i en tidning och skrev till dem, eftersom hon kände släktingar i samma by där makarna Jones bodde. Detta startade en kedja av skvaller som ledde till att kroppen grävdes upp och att Mrs Jones blev förgiftad med arsenik. Det förekom ytterligare skvaller som knöt Jones till läkarens dotter, men det fanns inget substantiellt där. Jones hembiträde Gladys bekräftade med tårar i ögonen att alla tre hade serverats samma måltid bestående av hummer på burk, bröd och ost och småsaker. Hon hade också gjort i ordning en skål med majsmjöl till fru Jones för att lugna hennes mage, men fröken Clark åt detta, trots den diet hon gick på för sina ständiga viktproblem. Jones hade också en rimlig förklaring till brevet, som låg utspritt på hotellrummet.
Folket i rummet framför sina olika teorier om vem mördaren är, men försummar att fråga miss Marple, tills sir Henry artigt frågar henne. Miss Marple babblar på om ett liknande fall som involverar en lokal familj (som Raymond inte kan se någon relevans för) tills hon plötsligt frågar Sir Henry om Gladys erkände, och säger att hon hoppas att Mr Jones kommer att hängas för vad han tvingade den stackars flickan att göra. Brevet på hotellrummet var till Gladys. Hundratals och tusentals hänvisar till godis som strös ovanpå efterrätten; Mr Jones hade blandat arsenik med dem och gett dem till Gladys för att användas till bagatellen. Miss Clark hade inte ätit efterrätten (på grund av sin diet) och Mr Jones skrapade bort de förgiftade sötsakerna. Sir Henry bekräftar att miss Marple har rätt. Mr Jones hade gjort Gladys gravid och använde ett löfte om giftermål efter sin frus död för att förmå flickan att begå mord. Han gifte sig sedan med någon annan. Barnet dog kort efter födseln och Gladys erkände när hon var döende.

### Astartes tempel
Gruppen träffas veckan därpå och det är dr Penders tur att berätta sin historia. Hans berättelse handlar om en man som blev nedslagen av "en omänsklig kraft". Det ägde rum i ett hus i utkanten av Dartmoor som kallades "Tysta lunden" och som nyligen hade köpts av Sir Richard Haydon, en gammal vän till doktorn från college. Dr Pender blev inbjuden till en fest där och de fick sällskap av sju andra personer, inklusive en vacker societetsskönhet vid namn Diana Ashley. Sir Richard var mycket attraherad av henne, liksom de flesta av de andra männen i sällskapet, och hon förhäxade dem alla i tur och ordning. På heden utanför huset fanns flera lämningar från stenåldern och på husets tomt fanns en skogsdunge som Sir Richard trodde var en äkta lund från Astarte, i vars mitt han hade byggt ett grovt tempel i form av ett sommarhus i sten. Diana Ashley var tillräckligt entusiastisk över lunden och den struktur den innehöll för att vilt föreslå en månskensorgie till mångudinnan, ett förslag som föga förvånande stoppades av dr Pender och några av de andra, en del av deras invändning var en känsla av ondska som miljön framkallade i deras fantasi.
Dianas förslag accepterades av de andra henne. Dianas oformliga klänning, med titeln "det okända", gjorde gruppen besviken på grund av dess brist på fantasi, och under festen försvann hon, och sågs senast på väg mot skogsdungen. De andra följde efter och fann henne i sin rätta dräkt, praktfullt utsmyckad i månskenet som en prästinna av Astarte. Hon varnade de andra för att närma sig, men Sir Richard gjorde det och föll snabbt ihop på marken. När han undersöktes av sin kusin Elliot och sedan av dr Symonds, fann de att han var död av ett knivhugg i hjärtat, men ingen sågs närma sig honom och inget vapen hittades på gräset. De tog in kroppen i huset och polis tillkallades. Elliot var inte nöjd utan gick ensam tillbaka till skogsdungen för att undersöka saken närmare och senare fann de andra honom nedslagen på samma ställe med ett knivsår i axeln och kniven i handen. Hans berättelse handlade om att se en illusion av gudinnan och sedan själv bli nedslagen. Kniven identifierades som en kniv som grävts upp från en gravhög på heden, som förvarades i Sir Richards hus. Polisen misstänkte Diana men hade inga bevis eller förklaringar till hur hon kunde ha begått brottet.
Medlemmarna i Tisdagsklubben diskuterar möjliga lösningar sinsemellan, men miss Marple kommer fram till den rätta: även om hon inte vet vad som fick Sir Richard att snubbla – möjligen över en trädrot – var det hans kusin Elliot som snabbt knivhögg honom under förevändning att undersöka honom. Kniven var gömd som en del av hans maskeraddräkt. Dr Pender bekräftar att Elliot fem år senare skrev till honom inför en expedition till Sydpolen och erkände brottet och den plåga han har lidit sedan dess. Hans motiv var kärlek till Diana Ashley och genom att döda sin kusin gjorde han sig av med en rival och ärvde hans rikedom. Han hoppades kunna sona sitt brott och mildra sin skuld genom att dö med heder, vilket prästen bekräftar att han gjorde. Även om doktor Pender har dolt namnen, har Sir Henry känt igen fallet och de personer som är inblandade i det.

### Spanskt guld
Raymond West tar sin tur att berätta en historia. Den ägde rum två år tidigare när Raymond tillbringade pingstdagen i Cornwall med en ny bekant som hette John Newman. Han var något av en auktoritet på den spanska armadan och hade köpt bärgningsrättigheterna till ett skeppsvrak från armadan som sjönk utanför kusten och undgick många försök till bärgning under årens lopp. Raymond reste med tåg till Newmans hus i byn Polperran och delade vagn med polisinspektör Badgworth som kände till den spanska skattkistan men var särskilt intresserad av det nyare vraket av ett fartyg som hette RMS Otranto. Den hade sjunkit sex månader tidigare och dess guldtackor hade antingen tagits bort från skeppet efter att skrovet hade slitits upp på klipporna i Serpent's Point, eller stulits en tid tidigare. Inspektören undersökte saken.
När Raymond anlände till Cornwall gjorde han sig hemmastadd i Newmans hus och följande dag följde han med honom till den lokala puben The Three Anchors, där han omedelbart blev misstänksam mot hyresvärden Mr Kelvin, som fällde meningsfulla kommentarer om polisen och andra "utlänningar" som undersökte lokala angelägenheter. Nästa dag på söndagen blåste det upp till storm i området och det sammanföll med att Raymond hade en känsla av onda aningar. Denna känsla var befogad när Newman gick ut på en promenad den kvällen och inte återvände, även om hans försvinnande inte märktes förrän dagen därpå. En husrannsakan inleddes och den försvunne mannen hittades bunden och försedd med munkavle i ett dike. Hans historia var att han såg några män som tog med sig något till en strand med båt på en lokal plats som passande nog kallades "Smuggler's Cove" och sedan lade lasten i en lokal grotta. Männen gav sig på honom, band honom och körde honom i diket i en lastbil. Badgworth fann bevis för att grottan hade använts för att lagra något, men ännu viktigare var att däckspåren på den väg som Newman fördes på matchade ett däck på en lastbil som ägdes av Kelvin. En nattsköterska hos en granne vittnade om att lastbilen aldrig togs ut ur garaget den aktuella natten. Kelvin undvek att bli arresterad och Raymond visste inte lösningen på mysteriet.
Återigen är det miss Marple som kommer på lösningen, när hon förmanar sin brorson om hans val av vänner, och sir Henry bekräftar att han vet något om saken och att den gamla damen har rätt. Newman är inte mannens riktiga namn och han sitter nu i Princetown-fängelset för stöld av guld från ett valv i London. Han använde vrak- och smugglingshistorien för att dölja sina spår och Kelvin utsågs till syndabock. Hyresvärdens lastbil användes aldrig, men ett däck togs av den under natten och sattes på en annan lastbil för att ge "bevis". Newmans medbrottsling var förmodligen hans trädgårdsmästare som Raymond såg arbeta på en bädd av rosenträd på måndagsmorgonen när de insåg att Newman var "försvunnen" – som Miss Marple säger, riktiga trädgårdsmästare arbetar aldrig på annandag pingst!

### Blodet på trottoaren
Joyce Lemprières berättelse utspelar sig också i Cornwall, i den pittoreska byn Rathole. En morgon målade hon en bild av Polharwith Arms när två bilar stannade inom ett par minuter från varandra. Den första innehöll ett par och den andra en scharlakansrödklädd kvinna. Mannen i paret, "Denis", kände igen den ensamma kvinnan som "Carol", en gammal vän, och presenterade henne för sin något enkla fru "Margery". Medan Joyce arbetade på sin duk råkade hon höra de tre personernas samtal och Denis förslag om att hyra en roddbåt för att ta dem runt kusten till en lokal grotta. Carol som ogillade båtar gick med på att gå till platsen och träffa paret där. Den eftermiddagen hade Joyce återvänt till sin duk framför puben, fått syn på två baddräkter som torkade i solen från pubens balkong och antog att de tre personerna hade återvänt. En lokal man engagerade henne i något oönskat samtal och distraherade henne från hennes arbete. Innan hon insåg vad hon hade gjort verkade hon ha målat in blodfläckar på trottoaren framför puben och blev förvånad över att upptäcka att hon hade fångat verkligheten – det verkade finnas blodfläckar på trottoaren som inte fanns där en kort tid tidigare. Innan hon hann göra något kom Denis ut från puben och frågade Joyce och den lokala mannen om de hade sett Carol återvända. De tre hade träffats vid grottan som överenskommet och Carol hade förmodligen gått tillbaka till Rathole men inte kommit fram, även om hennes bil fortfarande var där. Denis och Margery körde iväg och Joyce inspekterade trottoaren – bara för att upptäcka att blodfläckarna var borta. Två dagar senare läste hon i tidningen att Margery hade försvunnit när hon badade i havet, och en vecka senare hittades hennes kropp uppspolad med ett slag mot huvudet, som ska ha orsakats när hon dök i vattnet på några stenar.
Männen i Tisdagsklubben tycker att det finns väldigt lite i berättelsen att gå på, men Miss Marple påpekar att de inte uppskattar poängen med kläder som hon och Joyce gör. Blodfläckarna låg på trottoaren och droppade från en av baddräkterna, som var scharlakansröd till färgen. Det insåg inte brottslingarna när de hängde upp dem på tork. Joyce bekräftar sin poäng och avslutar berättelsen: ett år senare på en semesterort på östkusten såg hon samma upplägg igen med Denis, Carol och en annan kvinna, förmodligen Denis nya fru. Även om hon inte visste exakt vad som hände, gick Joyce till polisstationen och rapporterade misstänkt aktivitet. En inspektör från Scotland Yard var redan där för att undersöka Denis som under flera namn hade gift sig med kvinnor, försäkrat deras liv för stora summor och sedan dödat dem i en konspiration med Carol – hans riktiga fru. Kvinnan som Joyce såg i Rathole vid den tiden där blodfläckarna fanns på trottoaren var inte Margery utan Carol i förklädnad. När de dödade den riktiga Margery under resan till grottan måste blod ha hamnat på den scharlakansröda baddräkten.

### Motiv kontra tillfälle
Petherick berättar sin historia, som har en juridisk bakgrund. En av hans klienter, som han kallar "Simon Clode", var en förmögen man som hade en son som dödades i första världskriget och efterlämnade ett föräldralöst barnbarn som i sin tur dog när hon var barn och lämnade den gamle mannen berövad och bedrövad. En bror till honom hade också nyligen dött och hans tre barn, Grace, Mary och George – alla vuxna vid tiden för berättelsen – kom att bo hos Simon. Hans testamente gav hans kvarlåtenskap till dessa tre i lika delar. Grace gifte sig men bodde i närheten med sin man Philip. George fick arbete på en bank, medan Mary stannade kvar för att ta hand om Simon. Den gamle mannen längtade fortfarande efter sitt barnbarn och fann sig själv under inflytande av den amerikanska spiritualisten fru Eurydice Spragg och hennes man Absalom. Fru Spragg genomförde många seanser, där "Simon Clode" "kontaktade" sitt barnbarn, och Spraggs bodde praktiskt taget i huset.
Skrämd av detta besökte Petherick sin klient och föreslog sedan för Graces make Philip att en känd professor i ämnet spiritism skulle inbjudas till huset för att bevittna seanserna. Detta hände med resultatet att professorn påstod att Spraggs var bedragare. När "Simon Clode" hörde detta, kastade han ut Philip ur huset i vredesmod. Den gamle mannen blev då sjuk och var nära döden. Han instruerade Petherick att följa med honom för att upprätta ett nytt testamente och lämna femtusen pund till var och en av sina syskonbarn och större delen till familjen Spragg. Medan den gamle mannen låg i sin säng försökte Petherick avråda Clode från villkoren i det nya testamentet, men förgäves. Två tjänare tillkallades och instruerades att hämta en penna och bevittna det nya testamentet, som Clode själv skrev ut och gav till Petherick för förvaring.
Efter att denna del av affären var avslutad, gick Petherick ner för att dricka te och för att hjälpa George Clode med några saker som hade med godset att göra. Under denna period lämnade Petherick sin överrock där endast fru Spragg kunde ha fått tillgång till kuvertet med testamentet i. Petherick tog med den till sitt kontor där han snart fick besök av herr Spragg, som lämnades ensam med testamentet en stund. Två månader senare dog Clode. När testamentet öppnades var arket blankt. Pethericks problem var att fru Spragg hade möjlighet att ändra testamentet, men testamentet var redan till hennes fördel, så hon hade möjligheten men inget motiv. George hade motivet men ingen möjlighet, för när han hade tillgång till testamentet var Mr Petherick närvarande.
Miss Marple gissar återigen på lösningen – pennan som användes för att skriva testamentet innehöll en lösning av stärkelse i vatten med några droppar jod i (dvs. osynligt bläck). Petherick bekräftar att Philip erkände detta i ett avvaktande samtal som de hade haft en månad senare. Tjänstefolket fick veta vilken penna de skulle hämta åt Simon Clode om det såg ut som om han skulle skriva under en juridisk blankett, och de lydde. De tre barnen fick sitt rättmätiga arv.

### Sankte Pers tumavtryck
Den sista historien som kommer att berättas vid tisdagsklubbens ordinarie möte kommer från Miss Marple själv. Den handlar om en brorsdotter till henne vid namn Mabel som envist gifte sig med Geoffrey Denman när hon var tjugotvå, trots att Denman hade ett våldsamt temperament och en historia av galenskap i sin familj. Tio år senare dog han och miss Marple skrev och erbjöd sig att bo hos sin systerdotter ett tag, men fick ett svar tillbaka som artigt avböjde erbjudandet. Tre månader senare skickades ett andra brev till hennes moster där hon hysteriskt bad henne komma. När hon anlände till sin systerdotters hus, som Mabel delade med två tjänare – hennes och en barnsköterska åt hennes psykiskt sjuke svärfar – fick miss Marple veta att änkan var föremål för skvaller om att hon hade mördat sin man och att ingen i området nu ville prata med henne. Geoffrey hade blivit sjuk på natten och dött strax efter att doktorn anlänt, men den gamle läkaren hade inte slagit larm om dödssättet. Man trodde att han hade dött efter att ha ätit förgiftad svamp. De två tjänarna berättade för miss Marple att Denman inte hade kunnat svälja och att han svamlade om fisk innan han dog. En order om uppgrävning beviljades, följt av en obduktion som visade sig vara helt resultatlös. Miss Marple började undra om Geoffrey hade begått självmord och använde en kunskap om medicin som hon fått under en tidigare period av sitt liv. Helt ställd av problemet befann hon sig på huvudgatan och var försjunken i något av en tyst bön om vägledning när hon öppnade ögonen och såg en färsk kolja i fiskhandlarens fönster med sina karakteristiska svarta fläckar som kallas "Sankte Pers tumavtryck". Hon insåg att lösningen låg i de mystiska ord som Geoffrey yttrade när han låg döende.
När de frågade ut tjänarna vidare uppgav de att orden hade att göra med en "hög" eller "stapel" av någon fisk vars namn troligen började med "c". När hon kollade en lista över gifter hittade Miss Marple ett som heter pilokarpin och läste att det också är ett motgift mot atropinförgiftning. Baserat på sina egna ögondroppar, som innehåller atropinsulfat, konfronterade hon den åldrade Mr Denman och anklagade honom för att ha mördat sin son. Den sinnessjuke mannen erkände skrattande brottet, som begåtts för att han hört att hans son planerade att sätta honom på mentalsjukhus. Han tömde sin ögonlösning i sin sons glas med vatten vid sängen, eftersom han visste att Geoffrey skulle dricka det under natten. Mr Denman är trots allt intagen på ett mentalsjukhus och Tisdagsklubben gratulerar Miss Marple till hennes framgångar, även om Raymond påpekar att det finns en sak hon inte vet. Hans moster rättar honom – hon vet att han friade till Joyce tidigare på kvällen!

### Den blå pelargonen
Ett år har gått och Sir Henry Clithering är återigen i St. Mary Mead och bor som gäst hos överste Arthur Bantry och hans hustru Dolly. När han blir tillfrågad om förslag på en sjätte person till middagen, namnger han Miss Marple och berättar för en skeptisk Dolly om hennes framgång med att lösa förra årets mysterier. Dolly undrar om den gamla damen kan lösa Arthurs spökmysterium. Miss Marple anländer till familjen Bantrys hem tillsammans med Sir Henry, en skådespelerska vid namn Jane Helier och doktor Lloyd. Arthur Bantry berättar om vännen George Pritchard, vars avlidna hustru var en besvärlig och grälsjuk halvinvalid som togs om hand av en rad sjuksköterskor. De byttes ut regelbundet, oförmögna att hantera sin patient, med ett undantag som hette syster Copling som på något sätt hanterade raseriutbrott och klagomål bättre än andra i sitt kall.
Mrs Pritchard hade en förkärlek för spåmän och en dag kom en som kallade sig Zarida till huset, när både George och syster Copling var ute i sina separata ärenden. När hon kom hem berättade fru Pritchard för George att Zarida hade förklarat huset som "ondskefullt" och att hon skulle undvika blå blommor. Två dagar senare kom ett brev från spådamen där det stod: "Akta dig för fullmånen. Den blå gullvivan betyder varning; blåa stockrosor betyder fara; den blå pelargonen betyder död." Fyra dagar senare ändrade en av gullvivorna i tapetmönstret i fru Pritchards rum färg till blått mitt i natten, när det hade varit fullmåne. En månad gick medan fru Pritchard räknade ner dagarna till nästa fullmåne. Mycket riktigt hände samma sak, med en stockros på tapeten som ändrade färg, trots att dörren var låst.
Ytterligare en månad gick, och syster Copling och Pritchard blev alltmer nervösa medan fru Pritchard verkade uppgiven. Morgonen efter nästa fullmåne hittades fru Pritchard död i sin säng, med luktsaltet bredvid sig, en svag lukt av gas i rummet och en pelargon på tapeten blå. Det skvallrades efter dödsfallet och en uppgrävning gjordes, men inget tydligt resultat. Dessutom var Zarida försvunnen och ingen kunde riktigt spåra hur fru Pritchard hade fått höra talas om henne.
Än en gång har Miss Marple lösningen. Efter att en gång ha sett en trädgårdsmästare blanda kaliumcyanid med vatten för att döda getingar, slogs hon av hur mycket lösningen liknade luktsalter. Om en sådan lösning hade ersatts av den flaska som fru Pritchard alltid hade med sig, skulle cyaniden ha dödat henne, men gasen skulle ha dolt den kortlivade lukten av mandel. Blommorna på väggen var rött lackmuspapper som ammoniaken – som alkaloid – i de äkta doftsalterna blev blå. Syster Copling, som var Zarida i förklädnad, var mördaren, i hopp att gifta sig med änklingen Pritchard. Sir Henry bekräftar att syster Copling nyligen arresterades för ett liknande mord.

### Sällskapsdamen
Dr Lloyd blir ombedd att berätta sin historia och den börjar i Las Palmas på ön Gran Canaria. Doktorn bodde där för sin hälsas skull och en natt fick han på stadens förnämsta hotell syn på två medelålders damer, den ene något knubbig, den andre något tanig, som han vid en genomläsning av hotellregistret fick reda på hette miss Mary Barton och miss Amy Durrant och som var turister från England. Redan nästa dag reste doktor Lloyd till andra sidan ön med vänner för en picknick och när de kom fram till Las Nieves-bukten råkade gruppen ut för en tragedi: Miss Durrant hade simmat och hamnat i trubbel och miss Barton simmade ut för att hjälpa henne, men till ingen nytta. Den andra kvinnan drunknade. Som en del av den efterföljande utredningen avslöjade miss Barton att miss Durrant var hennes följeslagare i ungefär fem månader. Dr Lloyd var förbryllad över påståendet från ett av vittnena som svor på att hon såg miss Barton hålla miss Durants huvud under vattnet och inte hjälpa henne, men påståendet avfärdades eftersom inget av de andra vittnena stödde berättelsen. Dr Lloyd hjälpte miss Barton att försöka spåra de närmast anhöriga, men utan framgång, och han hjälpte också till att arrangera begravningen, som ägde rum på ön. Innan hon lämnade Gran Canaria tio dagar senare ställde miss Barton flera märkliga frågor till dr Lloyd om det berättigade i att ta lagen i egna händer. Miss Marple är intresserad av att veta om miss Barton plötsligt gick upp i vikt under denna period och läkaren bekräftar att hon hade gjort det.
En tid senare läste dr Lloyd i tidningarna att miss Barton drunknat i Cornwall, men kroppen hittades aldrig. Hon lämnade ett självmordsbrev där hon tycktes erkänna något brott, och förhörsledaren slog fast att hon var tillfälligt sinnessjuk. Miss Marple, som jämför historien med den om en lokal bedragare vid namn Mrs Trout, som gjorde anspråk på flera döda människors ålderspensioner, säger att "Miss Barton" var en smart brottsling som dränkte den andra kvinnan och sedan antog hennes identitet – därav anledningen till att hon såg fet ut – hon bar helt enkelt den andra personens kläder. Det verkligt betydelsefulla faktum var att kroppen i Cornwall aldrig hittades – detta var ytterligare en del av bedrägeriet. Dr Lloyd bekräftar att han träffade damen igen av en slump i Melbourne, Australien. Miss Barton var i själva verket miss Durrant. Två turister skulle inte ha varit kända för någon och ingen visste vem som var arbetsgivare och vem som var följeslagare på Gran Canaria. De två kvinnorna var kusiner. Miss Durrant var äldst av nio barn som befann sig i en desperat situation och några led av dålig hälsa. De skrev till sin släkting i England för att få hjälp, men hon vägrade på grund av ett familjegräl flera år tidigare. Durrant reste till England under detta antagna namn och fick anställning hos miss Barton, som hon sedan dödade och vars skepnad hon antog på Gran Canaria. Hon och hennes syskon fejkade sin död i Cornwall och ärvde hennes pengar som närmast anhöriga. Dr Lloyd träffade familjen Durrant och insåg vilken skada han skulle åsamka dem genom att anmäla deras äldre syster till polisen för ett brott som han hade få bevis för. Sex månader senare dog miss Durrant.

### De fyra misstänkta
Sir Henry Clithering berättar sin historia, som fortfarande är en gåta för honom. Det finns fyra misstänkta, varav tre därför är lika mycket offer som det verkliga offret i och med att de är föremål för ständiga misstankar. Det handlar om ett tyskt hemligt sällskap, Schwartzehanden, som startades efter kriget med metoder och mål som liknade Camorrans. Dr Rosen, som var en framstående person inom underrättelsetjänsten, nästlade sig in i organisationen och lyckades få den på fall. Trots denna framgång var han en märkt man och kom till England, där han bodde i en stuga i Somerset i väntan på att bli mördad. Hans hushåll bestod av hans brorsdotter Greta, den gamla husan Gertrud, den lokale trädgårdsmästaren Dobbs och Dr Rosens sekreterare Charles Templeton, som Clithering avslöjar var en av hans egna män, sattes i huset för att hålla ett öga på saker och ting (men möjligen inte helt höjd över alla misstankar).
Tragedin inträffade när doktor Rosen hittades längst ner i trappan, möjligen efter att ha ramlat ner, möjligen blivit knuffad. De fyra personer som befann sig i det låsta huset var ute vid tillfället, men ingen kan ge ett alibi för tidpunkten för dödsfallet. Dessutom syntes inga främlingar i närheten, där de lätt skulle ha kunnat sticka ut och bli upptäckta, därför måste en av de fyra vara skyldig. En gåta är hur mördaren fick sina instruktioner. De enda som kom till huset den dagen var slaktaren, specerihandlarbiträdet och brevbäraren. Den senare hade med sig flera brev till olika medlemmar av huset, bland annat en trädgårdskatalog och ett brev till Charles Templeton som verkade ha skickats från släktingar i Tyskland. Templeton rev sönder den och slängde den. Av de brev som polisen kunde undersöka var det märkligaste ett som var adresserat till dr Rosen själv, som var från någon som hette "Georgine" och nämnde flera personer som Rosen aldrig hade hört talas om. Sir Henry visar gruppen brevet och Miss Marple undrar varför ordet "Ärlighet", som förekommer mitt i en mening, är skrivet med stort Ä.
Tre månader efter sin farbrors död reste Greta Rosen tillbaka till Tyskland, men inte förrän hon hade träffat Sir Henry och bett honom bekräfta att Charles var höjd över alla misstankar. Sir Henry var oförmögen att göra det. Miss Marple och mrs Bantry påpekar att de tre personerna i brevet och det ena ortnamnet, tillsammans med ordet "Ärlighet", alla är arter av dahlior och att de, omarrangerade, stavas "Döda". Detta var instruktionen att döda doktor Rosen, och den sändes till det tilltänkta offret själv för att avleda misstankarna från mördaren. När han fick ett brev från någon han inte kände, gav han det naturligtvis till de andra vid frukostbordet för att läsa, den ena var Charles, sekreteraren och den naturligt misstänkte, men den andra var hans brorsdotter, mördaren. Hennes besök hos sir Henry för att försöka rentvå Charles namn var avsett att få motsatt effekt. Miss Marple minns också, från sin barndoms tyska guvernant, att "Georgine" är tyska för "dahlia", och att dahlior är symboler för "förräderi och förvrängning". Miss Marple förutspår att Greta kommer att få ett olyckligt slut på att förknippas med kriminella; Miss Marple rekommenderar också Sir Henry att skriva ett brev till Gertrud där hon förklarar att hon har friats från misstankar om mord.

### En jultragedi
Damerna övertalas att berätta en historia och miss Marple berättar en historia från en tid då hon bodde på kurorten Keston Spa Hydro strax före jul. Hon känner att äldre och mer erfarna människors känslor och intuitioner alltför ofta lätt avfärdas när sådana känslor är baserade på fakta och erfarenhet, och berättar hur hon, när hon såg ett par som hette Jack och Gladys Sanders tillsammans, bara visste att mannen hade för avsikt att mörda sin fru. Motivet var pengar. De levde på hennes inkomst men kunde inte röra kapitalet under hennes livstid, men hon kunde testamentera bort pengarna och hade gjort det till förmån för sin man. Miss Marples känslor bekräftades när hon delade en spårvagnsresa med paret och bevittnade hur Sanders "snubblade" i trappan på sin fru som sedan föll ner, men lyckligtvis räddades av konduktören.
Stämningen av den annalkande tragedin förstärktes när portieren dog av lunginflammation, strax därefter en av kurortens hembiträden som dog av blodförgiftning. Miss Marple daterar tragedin från när Sanders hörde henne och två andra damer prata om det senare dödsfallet. Hans fru var ute och spelade bridge med vänner, och tidigt på kvällen kom mr Sanders tillbaka från en utflykt med två av sina vänner och frågade miss Marple och de andra damerna vad de tyckte om en aftonväska som han hade köpt till sin fru i julklapp. De gick upp till hans rum och såg Sanders kropp ligga på golvet, fälld av en sandsäck. Miss Marple blev genast misstänksam och vägrade att låta maken röra vid kroppen och insisterade på att dörren skulle låsas och att polisen skulle tillkallas. Miss Marple lade märke till att kvinnans hatt låg bredvid kroppen, trots att hon tidigare hade haft den på sig. På uppmaning av polisen lade hon också märke till att den döda kvinnan inte längre bar örhängen, som hon hade gjort när kroppen först upptäcktes. Sanders andra smycken saknades och polisen var säker på att tjuven kom tillbaka efter att ha dödat kvinnan och tagit sig in via brandstegen.
Mrs Sanders hade kallats tillbaka till kurorten från sitt bridgespel genom ett mystiskt telefonsamtal, men hennes man hade ett perfekt alibi för den aktuella tidpunkten, det vill säga efter att hon hade lämnat bridgespelet men innan kroppen upptäcktes. Det tog miss Marple två dagar att gissa sig till sanningen. Hon bad då polisen att prova den kasserade hatten på den döda kvinnans huvud – den passade inte. Hon insåg att kroppen de såg och snabbt låste in i rummet när de först upptäckte att det inte var mrs Sanders, utan det döda hembiträdets, som väntade på att hämtas av begravningsentreprenörerna. Sanders hade lagt kroppen där när hans fru spelade bridge, och sedan rusat in på området efter "upptäckten", förmodligen överväldigad av sorg. Där hade han träffat sin hustru på väg hem från spelet, blivit tillkallad av honom på telefon med hjälp av ett alias, på något sätt övertalat henne till deras rum med hjälp av brandstegen, dödat henne och sedan bytt kläder och fört tillbaka det döda hembiträdet till hennes rum. Det enda han inte kunde göra var att sätta tillbaka hatten på sin frus huvud, eftersom hennes shinglade hår gjorde att den inte passade. Den billiga hatten de hittade tillhörde hembiträdet, eftersom fru Sanders hattskåp var låst när hennes man placerade den döda flickan i sitt rum, och det behövdes en hatt för att täcka ansiktet. Sanders hängdes för mordet på sin fru.

### Dödens ört
En motvillig mrs Bantry övertalas att vara på tur. Hon berättar hur hon och hennes man var gäster hos Sir Ambrose Bercy i hans hus vid Clodderham Court. Salviablad plockades från trädgården till middag den kvällen, men tyvärr växte fingerborgsblomma bland salvia och den ingick också i fyllningen till måltidens ankan. Alla som deltog i middagen blev sjuka, men en av dem dog: Sir Ambroses skyddsling Sylvia Keene. Förhörsledaren lät meddela att döden berodde på förgiftning av digitalis.
Bland sällskapet fanns en ung man vid namn Jerry Lorimer, som var förlovad med Sylvia till sir Ambrosius förtrytelse. Men efter ett års förlovning hade sir Ambrose givit efter. Där fanns också Maud Wye, som påstods vara en vän till Jerry, men mrs Bantry hade sett Jerry kyssa henne en kväll. Sex månader efter Sylvias död gifte de sig. Dr Lloyd var förbryllad eftersom en dödlig förgiftning genom användning av fingerborgsblad – om det var en olycka – är svår att uppnå; alkaloiden måste extraheras med stor försiktighet och Sir Henry hakade på huvudproblemet i fallet, nämligen hur ser du till att bara ditt offer dör om du förgiftar alla inklusive dig själv (förutsatt att mördaren är en av gästerna)?
Det var Sylvia själv som plockade fingerborgsbladen och doktor Lloyd undrar om det tilltänkta offret var Sir Ambrose, som ordinerats läkemedel för sitt hjärtfel. Miss Marple hakar på ledtråden och hittar lösningen – Sir Ambroses medicin var digitalin. Han planterade fingerborgsfröet bland salvian långt tidigare, och mild förgiftning följde vid middagsbjudningen, men på något sätt matade han samtidigt sin skyddsling med ytterligare doser från sin egen medicin, vilket dödade henne men fick det att se ut som en olycka. Motivet var svartsjuka – han var förälskad i sin skyddsling och bestämde sig för att hon inte skulle gifta sig med Lorimer. Bantry bekräftar att hon efter hans död mottog ett brev från Sir Ambrose, som skulle postas till henne i händelse av hans död i vilket han erkände brottet.

### Mysteriet i Villa Bungalow
Den vackra men något mediokra skådespelerskan Jane Helier är den sista som berättar en historia. Trots att hon försöker dölja detta faktum genom att använda ett falskt namn, inser de andra snabbt att historien handlar om henne själv och hon gör flera misstag och ger snart upp förevändningen och fortsätter. Hon var på turné i en landsortsstad när hon kallades till en polisstation. Det hade skett ett inbrott i en bungalow och en ung man vid namn Leslie Faulkener hade arresterats. Hans berättelse var att han var en misslyckad dramatiker och hade skickat ett av sina verk till Jane för att läsas. Hon hade skrivit till honom och sagt att hon tyckte om det och bjudit in honom att komma ner till bungalowen för att diskutera det. Han hade gått, blivit visad in av salongsjungfrun, träffat Jane och druckit en cocktail. Nästa sak han mindes var att han vaknade upp vid vägkanten. Han stapplade fram och hämtades snabbt av polisen.
Bungalowen tillhörde Sir Herman Cohen, en rik herre i staden, och i den hade han installerat sin älskarinna. Hon var en skådespelerska som hette Mary Kerr, hustru till en annan skådespelare som hette Claude Leeson (även om Jane medger att det inte är personernas riktiga namn). Någon som kallade sig Miss Kerr hade ringt upp polisen, berättat att det hade varit inbrott i bungalowen och att Leslie Faulkener hade besökt den tidigare samma dag, men att han hade nekats inträde. Han sågs senare av en piga ta sig in genom ett fönster för att stjäla miss Kerrs smycken. Polisen fann mycket riktigt att bungalowen var sönderslagen och att en stor mängd juveler saknades. Kerr återvände snart, men förnekade all kännedom om affären eller ens att hon skulle ha ringt polisen. Både hon och hembiträdet hade kallats bort för dagen under olika falska förevändningar och hade aldrig varit i bungalowen när Faulkener kom på besök (vare sig på inbjudan eller inte). När Jane ställdes ansikte mot ansikte med Faulkener på polisstationen uppgav han att detta inte var den kvinna han träffat i bungalowen, och det visade sig att lappen inte var skriven med Janes handstil. Faulkener släpptes i brist på bevis. Sir Herman försökte tysta ner saken men misslyckades, och hans fru inledde en skilsmässoprocess när hon fick reda på affären med skådespelerskan.
Gästerna försöker gissa sig till lösningen, men misslyckas, och blir irriterade när Jane hävdar att hon inte vet den sanna lösningen själv. Gruppen skingras för natten och miss Marple viskar något i Janes öra som får skådespelerskan att skrika till av chock. Senare erkänner hon för mrs Bantry att historien hon berättade aldrig hade hänt, men Jane funderade på att genomföra en sådan plan mot en skådespelerska som lockade en av hennes tidigare män bort från henne. Jane och hennes inhoppare kokade ihop upplägget. Miss Marples varning var att Jane inte skulle utlämna sig åt inhopparen, som kunde visa sig opålitlig i framtiden. Jane bestämmer sig för att inte gå vidare med planen - det kan finnas andra miss Marples där ute som skulle få reda på sanningen om henne.

### Döden i floden
En tid har förflutit sedan de sex personerna träffades i familjen Bantrys hem och Sir Henry är återigen gäst där när nyheten når huset tidigt en morgon att en flicka från trakten vid namn Rose Emmott har hittats drunknad i floden nära kvarnen. Det lokala skvallret var att hon var gravid med en ung man vid namn Rex Sandford, som är en arkitekt från London, och den lokala känslan nu är att hon tog livet av sig, oförmögen att möta sin far med sanningen. Senare på morgonen får Sir Henry besök av en upprörd miss Marple som berättar för honom att Rose blivit mördad och att hon inte vill att fel man ska hängas för brottet. Hon säger till honom att hon tror sig veta vem mördaren är, men att hon inte har några som helst bevis. Hon ber honom att undersöka saken åt henne, bara för att se vad han kan göra av det och för att försöka ta reda på om personen hon misstänker var inblandad eller inte. Hon skriver namnet på den misstänkte på ett papper och ger det till Sir Henry, som läser det och ger sig ut för att undersöka saken.
Med viss motvilja träffas Sir Henry Melchett och kommissarie Drewitt som undersöker fallet. Vid det här laget vet polisen att flickan inte begick självmord, eftersom blåmärken har hittats på hennes överarm innan hon kastades i floden och en liten pojke som gick i skogen i närheten kvällen innan hörde henne gråta och hittade hennes kropp. Sir Henry ansluter sig till de två poliserna när de fortsätter sina undersökningar. De träffar Roses pappa som driver byns pub. Han tror definitivt att Sandford är mördaren. De vänder sig till arkitekten, som erkänner att han är far till det ofödda barnet och att han skrev ett brev till Rose och föreslog ett möte vid floden där hon insisterade på att få tala med honom. Han vandrade genom skogen nära floden men lyckades inte hålla den avtalade tiden. Han får veta att han är huvudmisstänkt i fallet och att han inte får lämna sitt hus.
Som avslutning besöker de tre männen änkan mrs Bartletts stuga. Hon har en ung inneboende vid namn Joe Ellis boende hos sig. Den unge mannen var förälskad i Rose och han säger att han skulle ha gift sig med Rose och uppfostrat barnet som sitt eget. Vid tiden för mordet höll han på att sätta upp några hyllor i mrs Bartletts kök och hon kan ge honom alibi. På Sir Henrys uppmaning intervjuar de den lille pojken som hörde Rose skrika innan hon gick ner i vattnet. Han såg Sandford i skogen och tycker sig också höra Joe Ellis vissla. Han såg definitivt två män med vad som verkade vara en skottkärra i den annalkande skymningen. Sir Henry, som besegrats i sitt försök att rentvå Sandford, besöker miss Marple, som berättar för honom att mrs Bartlett inte kunde ha varit hemma på en fredag – kvällen i fråga. Hon tar in tvätt som extra inkomst och på fredagar far hon runt med en gammal barnvagn.
Sir Henry går tillbaka till mrs Bartlett där Joe erkänner att han varit i skogen, men förnekar att han skadat Rose. Han konfronterar sedan mrs Bartlett med att hon också befann sig i skogen nära floden. »Skottkärran» som syntes var barnvagnen med tvätten och det var mrs Bartlett som kastade Rose i vattnet emedan hon själv var förälskad i Joe. Då hon inte vill se den unge mannen hängd erkänner hon, men är förbryllad över hur Sir Henry visste det. Han drar sig till minnes det brev som miss Marple gav honom, där mrs Bartlett namngavs som mördaren.

## Kontinuitet
I Tisdagsklubben namnges Raymond Wests blivande make som Joyce Lemprière, men i senare verk som involverar miss Marple döps Joyce om till Joan. På samma sätt är en gäst i Bantrys hushåll, doktor Lloyd, allmänläkare i St. Mary Mead i motsats till den senare läkaren doktor Haydock. Namnbytet är oförklarligt.
Jane Helier återkommer i novellen Strange Jest. Denna berättelse publicerades första gången i This Week Magazine i USA i november 1941 och i Storbritannien i The Strand Magazine i juli 1944 under titeln The Case of the Buried Treasure. Berättelsen publicerades postumt som Strange Jest i en novellsamling med titeln Miss Marple's Final Cases and Two Other Stories. Petherick återvänder i novellen "Miss Marple Tells a Story", som också ingår i "Miss Marple's Final Cases and Two Other Stories".

## Litterär betydelse och mottagande
The Times Literary Supplement (8 september 1932) skrev: "Det är lätt att uppfinna en osannolik detektiv, som denna äldre ungmö som har tillbringat hela sitt liv i en by, men det är inte alls så lätt att göra hennes upptäckter trovärdiga. Ibland kommer miss Marple farligt nära de detektiver med en anmärkningsvärd och nästan övermänsklig intuition som löser varje mysterium som om de visste svaret på förhand, men det är inte ofta och mrs Christie visar stor skicklighet i att anpassa sina problem så att hon kan finna analogier i miss Marples omgivning. Recensionen drog slutsatsen att "i allmänhet är allt detta problem som prövar intellektet snarare än läsarens nerver".
Isaac Anderson skrev i The New York Times Book Review (5 mars 1933): "Berättelserna är knapphändiga till sin struktur, men de presenterar några mycket vackra problem och introducerar oss för några verkligt intressanta människor. Miss Marple ... är i en klass för sig. Hon kallar sig inte detektiv, men hon skulle kunna ge nästan vem som helst av de vanliga detektiverna kort och spader och slå honom i hans eget spel."
The Scotsman förklarade den 6 juni 1932: "Berättelserna är lika värdiga mrs Christies uppfinningsförmåga som 'Crime Club'-serien i vilken de utges."
Daily Mirror skrev den 13 juni 1932: "Intrigerna är så bra att man förundras över den slösaktighet som har visats, eftersom de flesta av dem skulle ha gjort en fullängdsthriller."
Robert Barnard: "En tidig Marple, där hon löser fall som beskrivits av andra amatör- och professionella mordfantaster som samlats i en ad hoc-klubb. En del engagerande historier, men det stillasittande formatet (jfr Orczys Mannen i hörnet-berättelserna) blir monotont över hela boken. Innehåller en av Christies få utflykter i arbetarklassen, Döden i floden."